# Дебелоопашата мангуста
Дебелоопашата мангуста (Bdeogale crassicauda или Рунтавоопашата мангуста) е вид бозайник от семейство Мангустови (Herpestidae).

## Разпространение и местообитание
Разпространен е в Замбия, Зимбабве, Кения, Демократична република Конго, Малави, Мозамбик и Танзания.